# Хаменгкубувоно VI
Хаменгкубувоно VI, Хаменгкубувана VI, (индон. Hamengkubuwono VI, Hamengkubuwana VI) — шестой султан Джокьякарты. Имя при рождении — Раден Мас Мустойо (индон. Raden Mas Mustojo). Сын султана Хаменгкубувоно IV, брат султана Хаменгкубувоно V. Правил с 1855 по 1877 год.

## Галерея
- Султан в традиционной одежде
- Султан в военной форме
- Султан на троне